# 오렌지라이프
오렌지라이프는 대한민국의 생명보험사이다. 2017년 기준으로 800여 명의 임직원과 재무컨설턴트가 근무하며 국내 90여 개의 지점을 보유하고 있다.

## 연혁
- 1987년 조지아생명보험으로 설립
- 1991년 사명을 조지아생명보험에서 네덜란드생명보험으로 변경
- 1999년 사명을 네덜란드생명보험에서 ING생명보험으로 변경
- 2012년 ING그룹이 한국법인 매각 추진
- 2013년 대주주가 MBK 파트너스로 변경
- 2017년 한국증권거래소 상장
- 2018년 사명을 ING생명보험에서 오렌지라이프생명보험으로 변경
- 2019년 신한금융지주로 대주주 변경
- 2020년 신한금융지주의 완전자회사로 편입
- 2021년 신한생명과 합병, 신한라이프생명보험 출범